# Ростовцев, Яков Павлович
Яков Павлович Ростовцев, Ростовцов (1791 — 12 (24) ноября 1871) — директор училищ Черниговской губернии, статский советник.

## Биография
Родился в 1791 году в Острогожске Воронежской губернии. Происходил из мещан. Обучался сперва в Острогожском уездном и Воронежском главном народном училищах, а затем, в качестве вольнослушателя, на юридическом факультете Харьковского университета.
В 1814 году был определён в Полтавскую гимназию учителем философии, экономии и словесности, а в 1820 году был перемещён учителем философских наук в Киевскую гимназию, в которой с 1834 года стал старшим учителем русской словесности и логики. За ревностное исполнение своих обязанностей и за отличные успехи учеников не раз получал благодарность от попечителя Киевского учебного округа, а в 1837 году был награждён орденом Св. Анны 3-й степени.
27 октября 1839 года был назначен исполняющим обязанности директора Черниговской гимназии и училищ Черниговской губернии; утверждён в должности 26 декабря 1840 года. В 1844 году получил чин статского советника, а 10 января 1846 года вышел в отставку. Указом Герольдии 28 августа 1846 года был внесен, вместе с потомством, в 3-ю часть дворянской родословной книги Черниговской губернии.
Умер 12 (24) ноября 1871 года в селе Злееве Городнянского уезда Черниговской губернии. Как отмечалось в некрологе газеты «Киевлянин», Ростовцев «никогда не переставал расширять круг своих познаний, занимаясь, кроме своего главного предмета — русской словесности, — высшей математикой, ботаникой и медициной. Ростовцев принадлежал к образованнейшим людям своего времени», а по выходе в отставку «до того усиленно читал и днем, и ночью, что потерял зрение».

## Семья
Был женат, имел четверых сыновей и четырех дочерей, из которых известны:
- Павел (1826—1882), витебский губернатор, тайный советник.
- Иван (1831—1917), попечитель Оренбургского учебного округа, действительный тайный советник. Отец известного историка М. И. Ростовцева.
- Александра (1842—1914), замужем за В. Ф. Луначарским; их сын, советский нарком просвещения А. В. Луначарский.